# Массовое убийство в Даккском университете
В марте 1971 года в Даккском университете произошло массовое убийство студентов и преподавателей в период геноцида. Командующие пакистанскими вооружёнными силами генерал Яхья Хан и премьер-министр Пакистана Зульфикар Али Бхутто начали операцию «Прожектор» с целью положить конец бенгальскому восстанию в Восточном Пакистане.

## Чёрная ночь, 25 марта 1971 года
Подразделения пакистанской армии атаковали университет Дакки 25 марта 1971 года. Группировку войск составили 18-й и 32-й Панджабские полки, 22-й Белуджский полк и несколько батальонов. Подразделения Пакистанской армии были вооружены автоматическим оружием, гранатометами, тяжёлыми минометами и ручными пулеметами. Пакистанские солдаты окружили университет с востока (юнит 41), с юга (юнит 88) и с севера (юнит 26).

### Убийство преподавателей
В самом начале операции «Прожектор» были убиты 10 преподавателей университета Дакки.
Профессор Фаджилур Рахман и два его родственника были убиты возле строения № 23, расположенного на Нилкхете. Жена профессора Рахмана избежала этой участи, так как была за границей. Пакистанская армия также напала на дом профессора Анвара Паши и профессора Рашидула Хассана (преподаватели английского языка). Оба из них спаслись, спрятавшись под кроватями, но позже были убиты про-пакистанскими ополченцами из Аль-Бадар. В строении № 24 проживал профессор Рафикул, преподаватель бенгальского языка. Две раненые женщины со своими детьми были в том же строении некоторое время. Когда пакистанские солдаты зашли внутрь, они обнаружили лужи крови на лестнице и предположили, что другие пакистанские солдаты уже вырезали жильцов этого дома и не стали обыскивать его в поисках своих жертв. В результате профессор Рафикул избежал смерти. Позже он заявил, что стал единственным преподавателем университета, который выжил 25 марта. Все остальные семьи не-бенгальского происхождения не пострадали, их пакистанцы не трогали.
В здании № 12 проживал Саид Али Ноки (профессор социальных наук). Ему удалось уйти, а профессора Абдула Муктадира (преподавателя геологии) — убили. Его труп был найден в холле здания. Позже его похоронили на кладбище Палтан. Профессор К. М. Муним (английская литература), был ранен в холле Салимулла. Профессора А. Р. Хан Хадим и Шарафат Али, преподаватели математики, были убиты в холле университета. В холле Джаганнате пакистанцы убили профессора Мирья Худа (преподавателя экономики) и профессора Мофиджуллу Кабира (преподавателя истории).
Вместе с холлом Джаганнат, было также атаковано студенческое общежитие индуистских студентов и дом проректора университета. Солдаты убили проректора, знаменитого профессора философии Говинду Чандра Дева вместе с его дочерью. Позже армейцы напали на четверых сотрудников университета и убили профессора статистики, доктора Манируджамана вместе с его сыном и родственниками. Профессор Джотирмой Гуха Тхакурота был тяжело ранен в результате нападения армии и скончался от ран в больнице Электрик общежития Читрабали и очевидец Раджкумари Деви утверждали, что врачи из медицинского колледжа Дакки узнали доктора Манируджаману и похоронили его под деревом возле больницы.
Профессор Манируджаман и Джотирмой Гуха Тхакурота были убиты вместе. Помощник профессоров, Анудоипайон Бхаттачарджа, был также убит в этом общежитии. Эта информация стала известна благодаря роману «Riffel Roti Awrat» профессора Анвара Паши, который позже был убит в декабре. Профессор Паша написал этот знаменитый роман на языке бенгали, в течение 9 месяцев за весь военный период 1971 года.

### Убийство студентов
Нетолерантное движение было организовано под лозунгом «Движения независимых бенгальских студентов» в холле Джахрул Хок университета Дакки. Именно этот зал стал первой целью операции «Прожектор». 25 марта все лидеры студенческого движения были убиты. По словам профессора К. М. Мунима около 200 студентов были убиты в этом общежитии.
После 12 часов ночи армия вошла в холл Джаганнатх и начала беспорядочную стрельбу. Они вошли через северные и южные ворота и убивали студентов заходя по очереди в каждую из комнат общежития. Около 34 студентов были убиты в это время. Всего около 5/6 жителей студенческих общежитий университета были убиты. Об этом Арчар К. Блуд, позже ставший генеральным консулом Дакки, написал в своей книге «Жестокое рождение Бангладеш». В общежитии начался пожар и когда студенты попытались выбраться из горящего здания — военные начали стрелять. Армейское подразделение № 88 в общей сложности расстреляло около 300 студентов.